# Horseshoe-Nunatak
Der Horseshoe-Nunatak ist ein Nunatak in der antarktischen Ross Dependency. In den Churchill Mountains ragt er 8 km westlich des Mount Hoskins an der Nordflanke des oberen Abschnitts des Starshot-Gletschers auf.
Wissenschaftler einer von 1964 bis 1965 dauernden Kampagne im Rahmen der New Zealand Geological Survey Antarctic Expedition benannten ihn nach seiner an ein Hufeisen (englisch horseshoe) erinnernde Form.